# Целинное (район имени Габита Мусрепова)
Целинное (каз. Целинное) — село в районе имени Габита Мусрепова Северо-Казахстанской области Казахстана. Входит в состав Дружбинского сельского округа. Находится на левом берегу реки Ишим, примерно в 68 км к юго-юго-западу (SSW) от села Новоишимское, административного центра района, на высоте 201 метра над уровнем моря. Код КАТО — 596643500.

## Население
В 1999 году численность населения села составляла 991 человека (492 мужчины и 499 женщин). По данным переписи 2009 года, в селе проживал 840 человек (413 мужчины и 427 женщин).